# Arménie aux Jeux olympiques d'été de 2000
L'Arménie participe aux Jeux olympiques d'été de 2000 à Sydney. Sa délégation est composée de 25 athlètes répartis dans 10 sports et son porte-drapeau est l'haltérophiliste Vaghinak Galustyan. Au terme des Olympiades, la nation se classe 71e ex æquo avec 9 autres pays, cet ensemble de délégation ayant chacun gagné une médaille de bronze.

## Nombre d'athlètes qualifiés par sport
Voici la liste des qualifiés et sélectionnés Arméniens par sport (remplaçants compris) :
| Sport       | Hommes | Femmes | Total |
| ----------- | ------ | ------ | ----- |
| Athlétisme  | 2      | 1      | 3     |
| Boxe        | 3      | 0      | 3     |
| Canoë-kayak | 1      | 0      | 1     |

## Liste des médaillés arméniens

### Médailles d'or
Aucun athlète arménien ne remporte de médaille d'or durant ces JO.

### Médailles d'argent
Aucun athlète arménien ne remporte de médaille d'argent durant ces JO.

### Médailles de bronze
| Sport                   | Discipline         | Sportifs       | Performance |
| Médailles de bronze : 1 |                    |                |             |
| Haltérophilie           | Moins de 77 kg (H) | Arsen Melikian |             |

## Athlétisme

### Hommes
| Athlète           | Épreuve          | Qualification | Qualification | Finale      | Finale  |
| Athlète           | Épreuve          | Performance   | Rang          | Performance | Rang    |
| ----------------- | ---------------- | ------------- | ------------- | ----------- | ------- |
| Shirak Poghosyan  | Saut en longueur | 7,24 m        | 44e           | Eliminé     | Eliminé |
| Armen Martirosyan | Triple saut      | 14,95 m       | 35e           | Eliminé     | Eliminé |

### Femmes
| Athlète       | Épreuve | Séries        | Séries | Quarts de finale | Quarts de finale | Demi-finales | Demi-finales | Finale  | Finale  |
| Athlète       | Épreuve | Temps         | Rang   | Temps            | Rang             | Temps        | Rang         | Temps   | Rang    |
| ------------- | ------- | ------------- | ------ | ---------------- | ---------------- | ------------ | ------------ | ------- | ------- |
| Anna Nasilyan | 800 m   | 2 min 14 s 86 | 7e     | Eliminé          | Eliminé          | Eliminé      | Eliminé      | Eliminé | Eliminé |

## Boxe

### Hommes
| Athlète         | Catégorie     | 16e de finale           | 8e de finale          | Quart de finale         | Demi-finale         | Finale              |
| Athlète         | Catégorie     | Adversaire Résultat     | Adversaire Résultat   | Adversaire Résultat     | Adversaire Résultat | Adversaire Résultat |
| --------------- | ------------- | ----------------------- | --------------------- | ----------------------- | ------------------- | ------------------- |
| Vic Darchinyan  | Poids mouches | Non disputé             | Victoire Russie 20-11 | Défaite Kazakhstan 8-15 | Eliminé             | Eliminé             |
| Aram Ramazyan   | Poids coqs    | Défaite Géorgie 9-12    | Eliminé               | Eliminé                 | Eliminé             | Eliminé             |
| Artur Gevorgyan | Poids légers  | Défaite Kazakhstan 6-16 | Eliminé               | Eliminé                 | Eliminé             | Eliminé             |

## Canoe-Kayak

### Course en ligne

#### Hommes
| Athlète             | Compétition | Éliminatoires  | Éliminatoires | Demi-finales   | Demi-finales | Finale A | Finale A |
| Athlète             | Compétition | Temps          | Rang          | Temps          | Rang         | Temps    | Rang     |
| ------------------- | ----------- | -------------- | ------------- | -------------- | ------------ | -------- | -------- |
| Vladimir Grushikhin | K1 500m     | 1 min 42 s 430 | 4e            | DSQ            | /            | Eliminé  | Eliminé  |
| Vladimir Grushikhin | K1 1000m    | 3 min 40 s 623 | 5e            | 3 min 41 s 143 | 4e           | Eliminé  | Eliminé  |